# Matthäus Schiestl

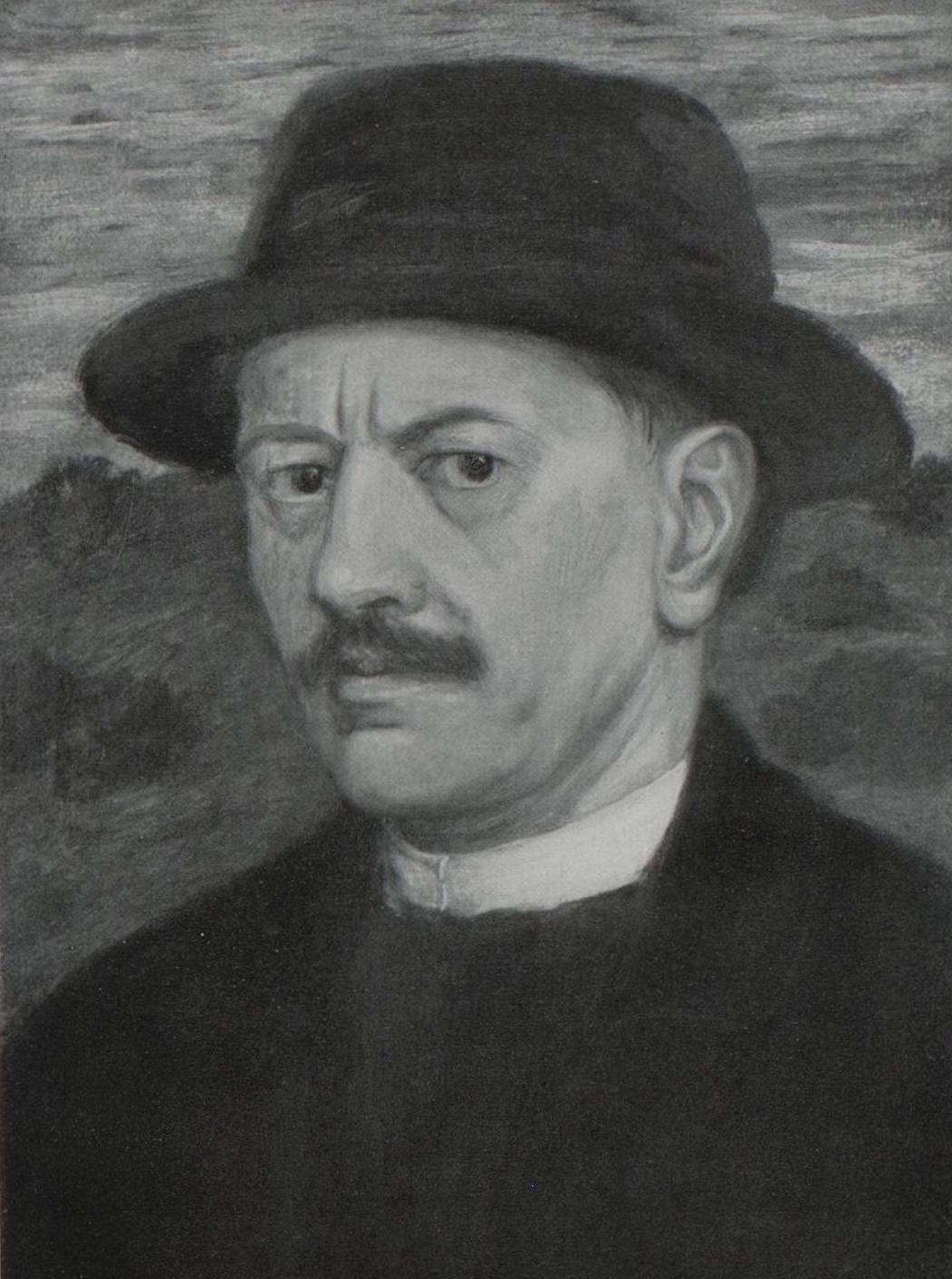
Matthäus Schiestl, Selbstbildnis 1910

Matthäus Schiestl (* 27. März 1869 in Gnigl (Salzburg); † 30. Januar 1939 in München) war ein deutscher Maler und Grafiker.

## Leben

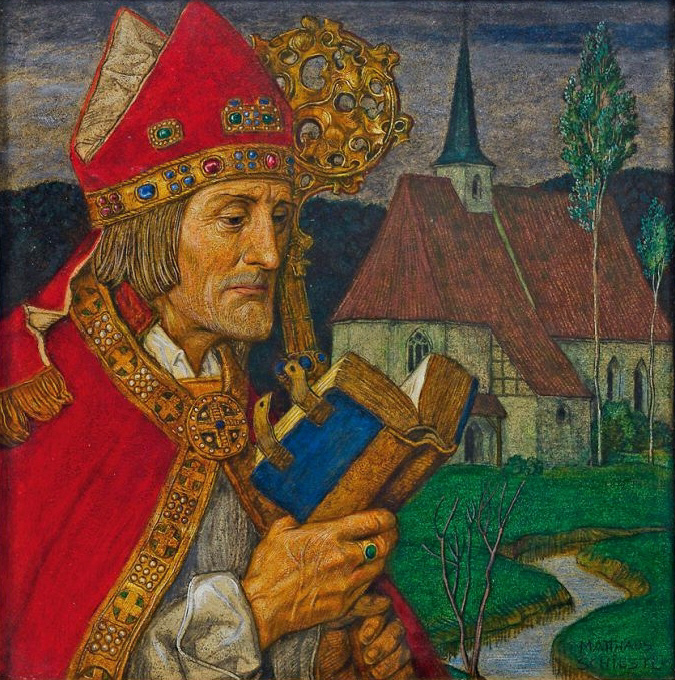
Der Hl. Wolfgang von Regensburg

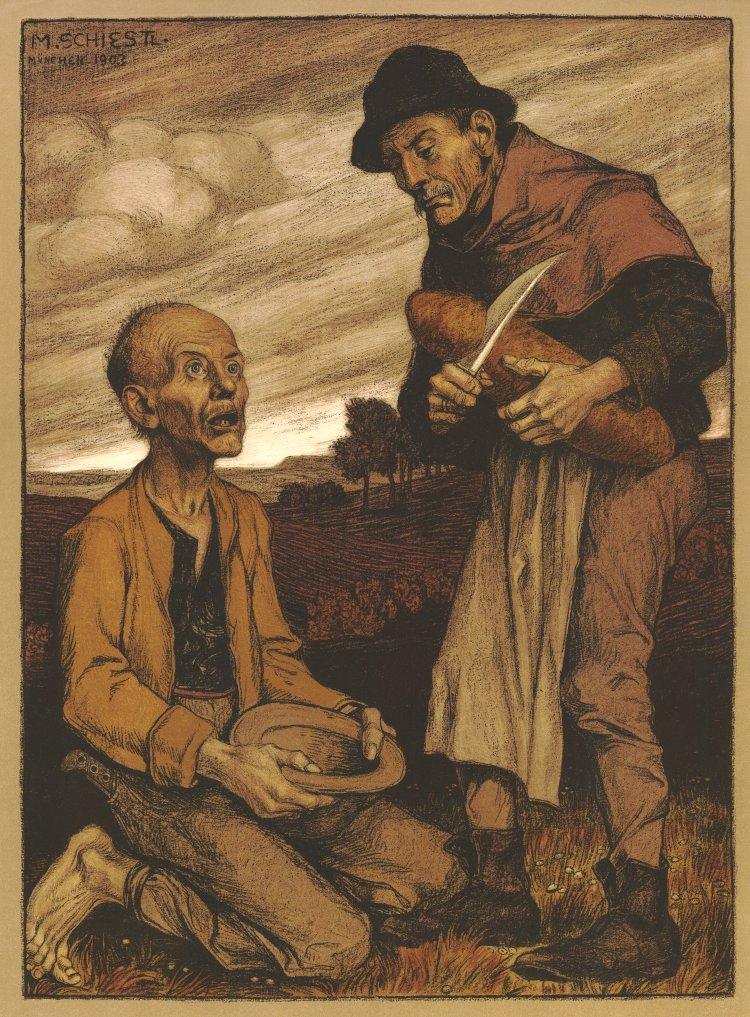
Das Almosen des Armen

Schiestl wurde 1869 als Sohn des Bildschnitzers Matthäus Schiestl des Älteren in Gnigl geboren. 1873 zog die Familie nach Würzburg. Dort absolvierte Schiestl wie seine Brüder Heinz und Rudolf eine Ausbildung in der Werkstatt des Vaters. 1894 begann er eine Ausbildung an der Akademie der Bildenden Künste München. Dort war er Schüler von Wilhelm von Diez und wurde schließlich Meisterschüler von Ludwig von Löfftz. 1905 unternahm er eine Bildungsreise ins Heilige Land und nach Ägypten. 1912 ernannte man ihn zum Professor.
Für den Künstlerkreis der „Rossberger“ fertigte er 1903 die Steinzeichnung Bastian Wermut, der hat mit seinen Odenwäldern Bauern den Burkarder Stiftskeller bis auf den Grund ausgetrunken an. Schiestl wurde Mitglied der 1905 gegründeten Künstlervereinigung Hetzfelder Flößerzunft. Zwischen 1920 und 1939 arbeitete er als Maler in St. Wendel.
Matthäus Schiestl starb im Alter von 69 Jahren.

## Grabstätte
Die Grabstätte von Matthäus Schiestl befindet sich auf dem Münchner Waldfriedhof (Grabnr. 41-3-9).

## Namensgeber für Straßen
Nach Matthäus Schiestl wurde 1947 in München im Stadtteil Alt-Moosach (Stadtbezirk 10 – Moosach) die Schiestlstraße benannt.
Weitere Städte und Gemeinden in Bayern, die eine Schiestlstraße bzw. einen Schiestlweg nach Matthäus Schiestl und seinen Brüdern Heinz Schiestl und Rudolf Schiestl benannten sind:
- Würzburg (Schiestlstraße)
- Nürnberg (Schiestlstraße)
- Erlangen (Schiestlstraße)
- Dorfprozelten (Schiestlstraße)
- Kalchreuth (Schiestlstraße)
- Lohr am Main (Schiestlweg)

## Auszeichnungen und Ehrungen
- 1897 Auszeichnung mit der Silbermedaille bei dem Preisausschreiben der Münchner Akademie für seine „Verkündigung der Hirten“
- 1898 Auszeichnung mit der Goldmedaille bei dem Preisausschreiben der Münchner Akademie mit einem Dreikönigsbild

## Werkstandorte (Auswahl)
- St. Elisabeth, Bonn; in Zusammenarbeit mit seinem Bruder Heinz
- St. Johannes Baptist und St. Margareta, Grünmorsbach: Ausstattung, gemeinsam mit seinen Brüdern und seinem Vater
- St. Marien, Kaiserslautern
- Auferstehungskirche, Lohr am Main
- St. Benno, München
- Schloss Mainberg bei Schweinfurt, Wandfresken: Hochzeitszug der Margarete von Henneberg, Erstürmung von Schloss Mainberg im Bauernkrieg, St. Kilian
- St. Adalbero, Würzburg

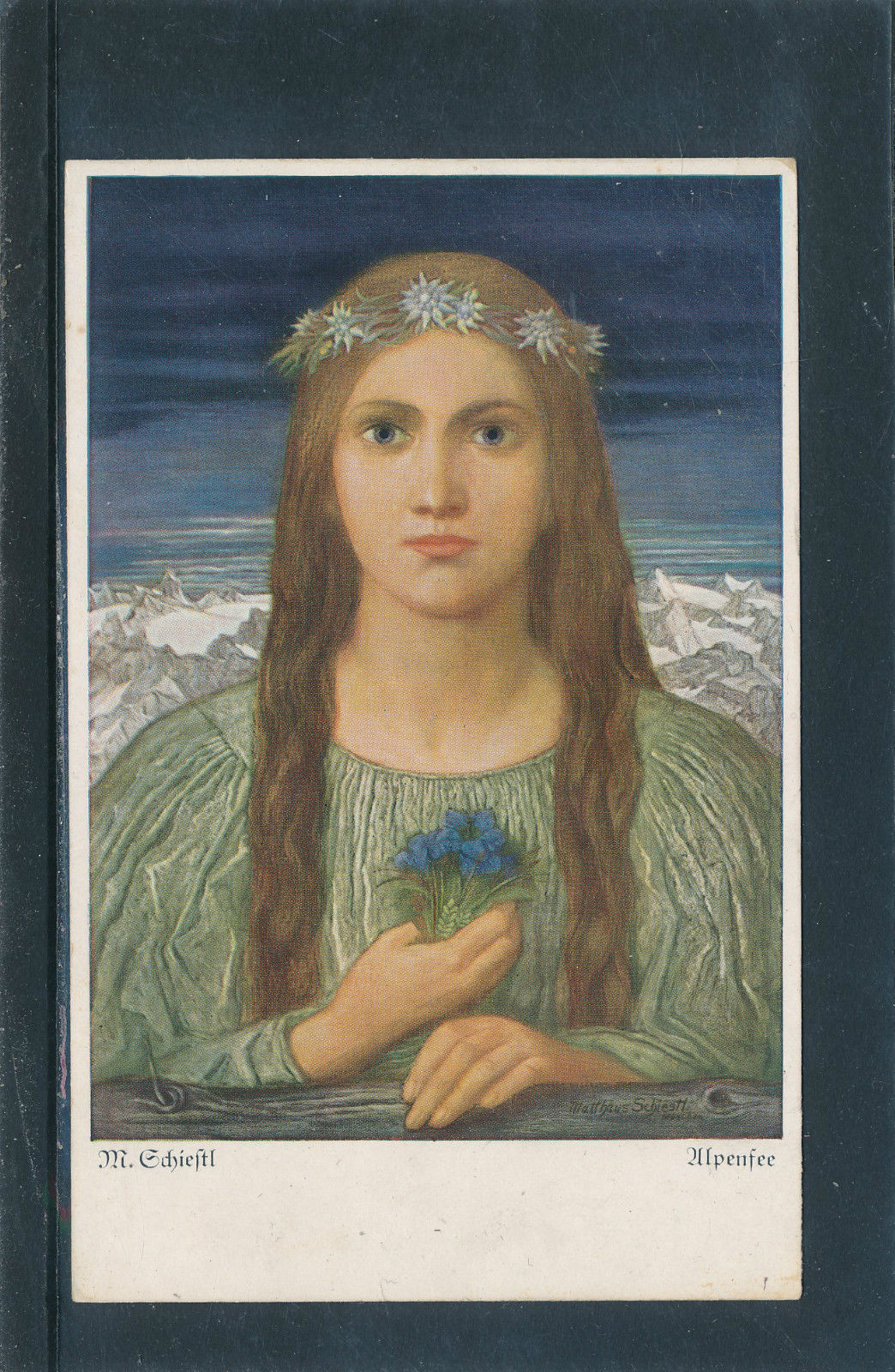
Kunstkarte von Matthäus Schiestl: Alpenfee
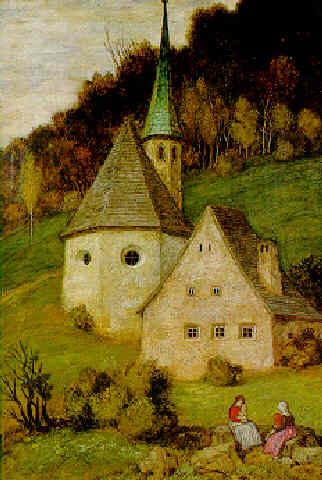
Kapelle auf einem Hügel, 1922
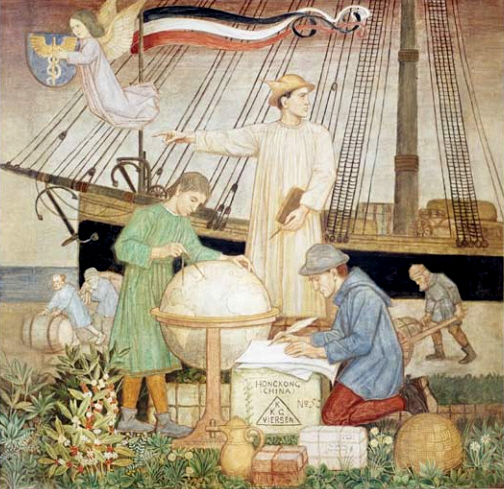
Handel, aus dem Schiestl-Zimmer, Viersen, 1924
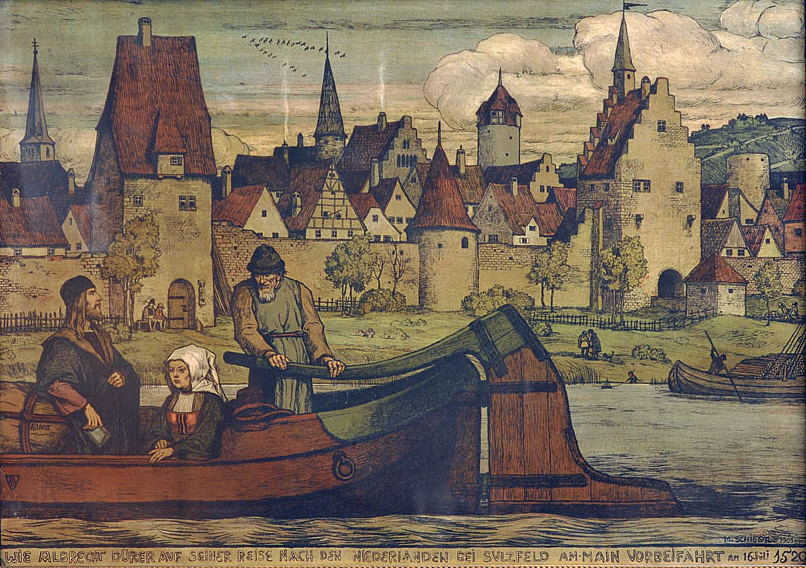
“Wie Albrecht Dürer auf seiner Reise nach den Niederlanden an Sulzfeld am Main vorbeifährt am 16. Juli 1520”, 1903